# Xylococcus bicolor
Xylococcus es un género monotípico de plantas perteneciente a la familia Ericaceae. Su única especie: Xylococcus bicolor, es originaria de Norteamérica. Es un arbusto que crece hasta los tres metros de altura y dos metros de diámetro. 

## Distribución y hábitat
Su área de distribución natural es muy limitada, y comprende al sudoeste costero de California desde el Condado de San Diego por el norte-centro de la costa del Pacífico de Baja California, un poco de sur del Condado de Riverside cerca de Temecula, y la isla de Santa Catalina. Se trata de un miembro de la comunidad de plantas del chaparral.

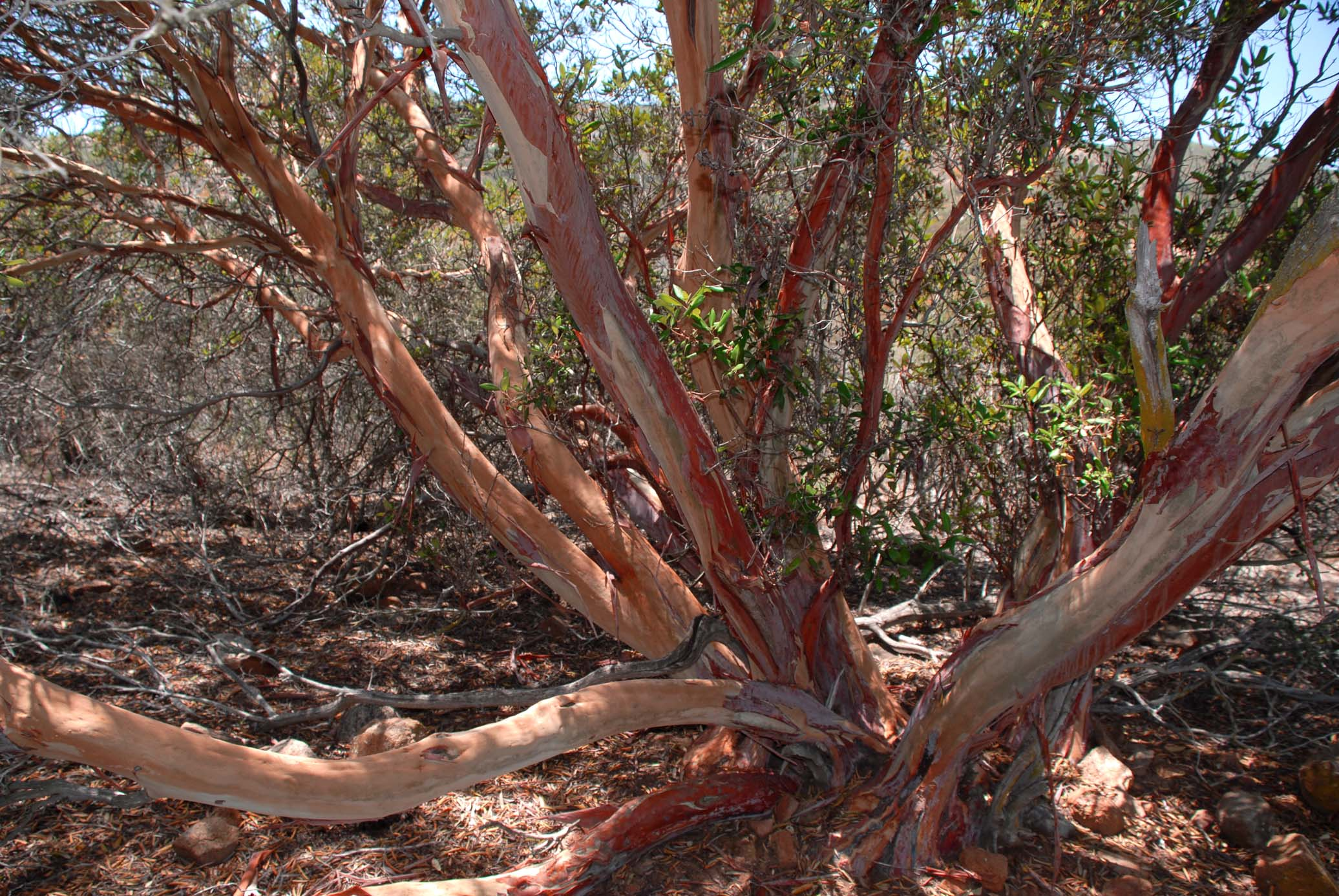
En su hábitat

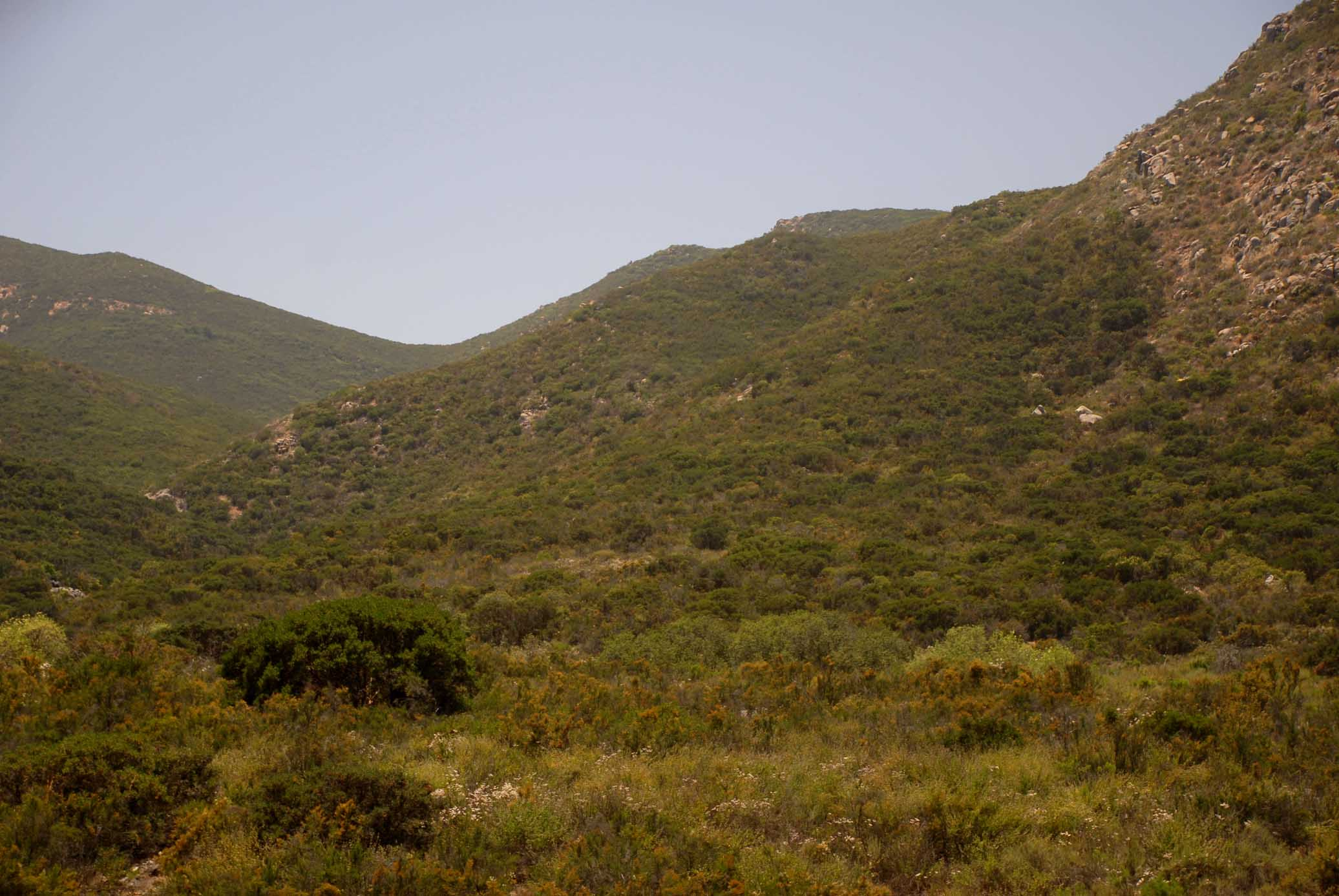
Hábitat

## Descripción
Es un arbusto de crecimiento lento que se asemeja a los Arctostaphylos. Está en posición vertical, por lo general con un solo tronco y una corona aproximadamente esferoide. Las hojas son de color verde, oblongas, brillante oscuro en la parte superior y muy tenues de color con una textura de fieltro en la parte inferior. Los bordes de las hojas se doblan a medida que envejecen. La corteza es lisa y un color rojo-gris. Las flores, que aparecen entre diciembre y febrero, dependiendo de las lluvias, son de color blanco o rosado con una mezcla de color amarillento en el extremo abierto de 8 a 10 mm de longitud y cuelgan como campanas en pequeños grupos cerca de los extremos de las ramas. El fruto es de color rojo oscuro brillante a casi negro, de 7 mm de diámetro y tiene  muy poca carne, siendo sobre todo una semilla grande y leñosa. 

## Ecología
Se encuentra en ecosistemas mixtos del chaparral  por debajo de 3500 metros en las laderas secas y soleadas en un rango muy limitado de áreas costeras del sur de California y norte de Baja California.
Las aves, incluidas Toxostoma redivivum y Aphelocomas, comen sus semillas. Los colibríes, especialmente el residente Calypte anna, liba el néctar de las flores. Las aves lo utilizan para fabricar sus nidos y cubrirse.
Mientras que algunas especies del chaparral  requieren del fuego para germinar las semillas y reproducirse, Xylococcus bicolor no lo necesita, ni requiere que las aberturas dejadas por los incendios forestales. Pero como las especie miembros del chaparral, debe contar con un medio de hacer frente a los incendios forestales, para ello, se produce el rebrote de la base después de que la parte superior se ha quemado. Este mecanismo funciona muy bien a menos que un segundo incendio se produzca en poco tiempo después del primero. Si la planta no ha tenido tiempo suficiente para regenerarse, probablemente perecerá.

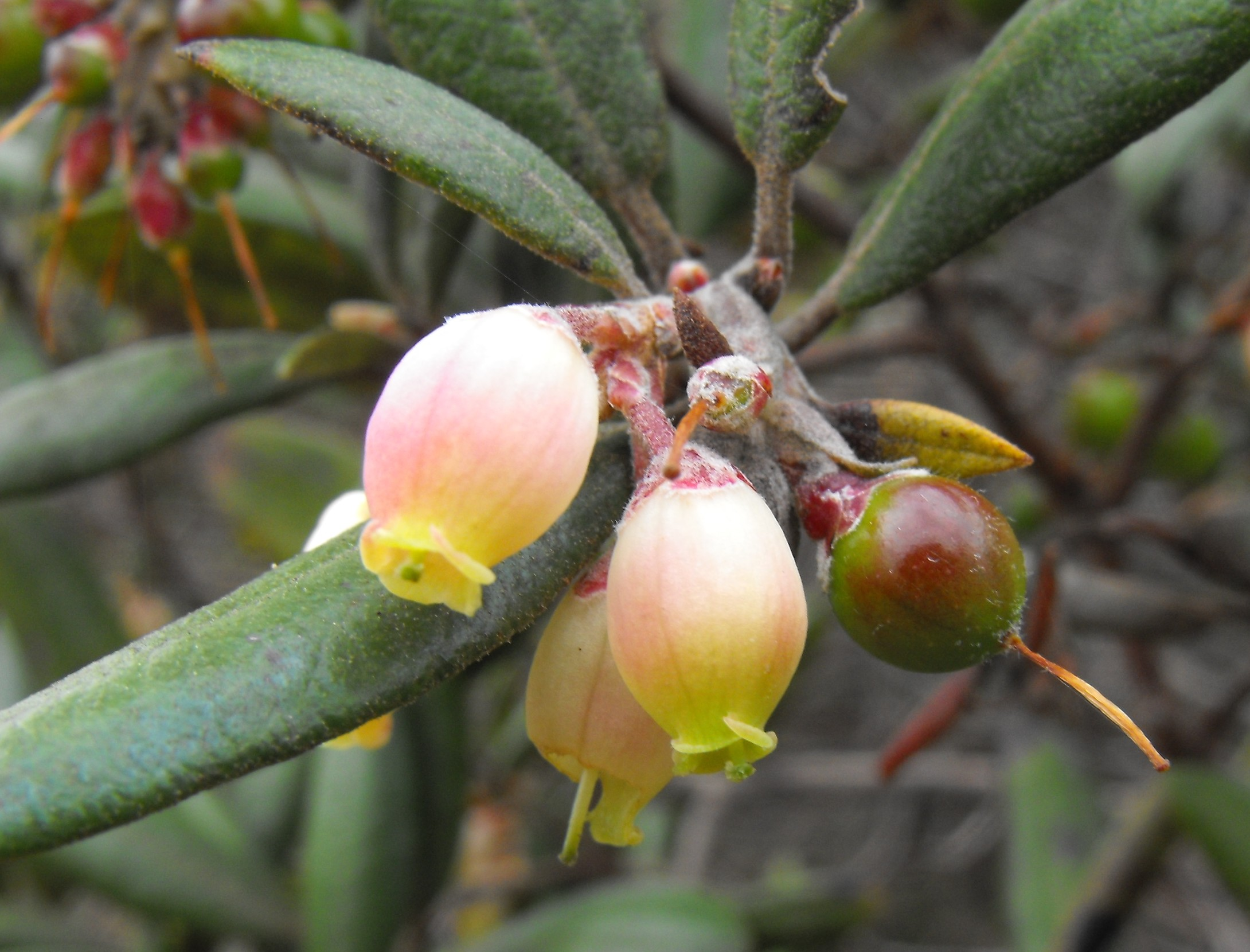
Flores

## Taxonomía
Xylococcus bicolor fue descrita por Thomas Nuttall y publicado en Transactions of the American Philosophical Society, new series, 8: 259. 1843[1842].
Etimología
Xylococcus: nombre genérico que deriva de las palabras griegas xylon = "madera", y kokkos = "baya", en alusión a sus frutas leñosas.a
bicolor: epíteto latino que significa "con dos colores".
Sinonimia
- Arctostaphylos bicolor (Nutt.) A.Gray
- Arctostaphylos clevelandii A.Gray
- Arctostaphylos veatchii Kellogg
- Comarostaphylis bicolor Klotzsch[6]